# Гольфстрим (фільм)
«Гольфстрим» — український радянський художній фільм 1968 року, знятий на Кіностудії ім. О. Довженка.

## Сюжет
По-різному пройшов цей день у десятикласників однієї зі шкіл. Льоня намагався здати в лікарні шкіру обгорілим людям. Нерозлучні друзі Слава і Діма вперше крупно посварилися, тому що Славі були неприємні хвастощі Діми, ніби вони були чи не єдиними героями, що віддали шкіру. Крім того, з'ясувалося, що дівчинка з нижнього поверху, яка щодня грала гами і якій Діма за це мстився, — сліпа. Це відкриття приголомшило Діму і змусило багато про що задуматися.

## У ролях
- Микола Бурляєв — Ігор
- Валентин Марченко — Льоня
- Олена Легурова — Руслана
- Віктор Жовтий — Слава
- Віталій Дорошенко — Діма
- Ольга Іванцова — Оля
- Олена Санько — Олена-старша
- Валентина Юрченко — Олена-молодша
- Кіра Головко — Катерина Миколаївна
- Софія Павлова — мати Ігоря
- Георгій Віцин — батько Ігоря
- Ганна Ніколаєва — мати Олега
- Костянтин Михайлов — батько Льоні
- Анджела Репецька — Ірочка
- Олександр Ануров — епізод
- Борислав Брондуков — «Король»
- А. Васянович — епізод
- В. Георгієнко — епізод
- Ольга Ножкина — епізод
- С. Мартиновський — епізод
- Зоя Недбай — епізод
- Людмила Орлова — епізод
- Анатолій Теремець — епізод
- Василь Фущич — епізод
- Ганна Юрова — епізод
- Ірина Шевчук — школярка

## Знімальна група
- Режисер — Володимир Довгань
- Сценарист — Олег Прокопенко
- Оператор — Ігор Бєляков
- Композитор — Юрій Щуровський
- Художники — Анатолій Мамонтов, Петро Слабинський